# Халитова, Фарида Габсадыковна
Фарида Габсадыковна Халитова — советский хозяйственный и политический деятель.

## Биография
Родилась в 1920 году в селе Башкуль. Член КПСС.
Окончила Семипалатинское педагогическое училище, Семипалатинский казахский учительский институт, ВПШ при ЦК КПСС.
В 1942—1944 гг. — заместитель директора по политчасти Правдинской машинно-тракторной станции Бельагачского района Казахской ССР, секретарь Семипалатинского обкома ЛКСМ по кадрам.
В 1944—1949 гг. — первый секретарь Семипалатинского обкома ЛКСМ Казахстана.
В 1949—1953 гг. — заведующая отделом по работе среди женщин Семипалатинского областного комитета КП Казахстана, секретарь Семипалатинского обкома КП Казахстана.
В 1953—1961 гг. — заведующий отделом пропаганды и агитации Семипалатинского обкома КП Казахстан.
В 1961—1976 гг. — секретарь Целиноградского обкома КП Казахстана.
Умерла в 1976 году в Целинограде.

## Награды
- Орден Трудового Красного Знамени (трижды)
- Орден Знак Почёта (четырежды)